# George Preston Marshall
George Preston Marshall (Grafton, 11 ottobre 1896 – 9 agosto 1969) è stato un dirigente sportivo statunitense, proprietario dei Boston/Washington Redskins della National Football League, introdotto nella Pro Football Hall of Fame nel 1963.

## Biografia
Marshall nacque a Grafton, West Virginia, l'11 ottobre 1896 da Thomas Hildebrand ("Hill") Marshall e Blanche Preston Marshall. Nel 1925, mentre era proprietario di una catena di lavanderie automatiche a Washington, D.C., fondata da suo padre, deteneva la squadra di basket Washington Palace Five basketball, conosciuta anche come "Palace Five Laundrymen". Questa chiuse nel 1928.
Nel 1932, assieme a tre soci, gli fu assegnata una franchigia della NFL a Boston. Questa venne denominata Boston Braves, dal momento che disputava le sue gare nello stesso stadio dei Boston Braves di baseball. I soci di Marshall lasciarono la squadra dopo una stagione, cedendogli il controllo. NEl 1933 spostò la squadra dal Braves Field a Fenway Park, dove giocavano i Red Sox, assumendo come allenatore "Lone Star" William Henry Dietz, che aveva origini Sioux, e cambiò il nome in Redskins. C'erano quattro nativi americani nella formazione dei Redskins nel 1933. Nel 1937 il club fu trasferito a Washington.
Anche se la sua squadra ebbe grande successo, Marshall è maggiormente noto per avere introdotto i fronzoli che oggi caratterizzano il football moderno. Durante i primi anni della NFL, era il college football ad essere maggiormente popolare. Marshall decise di incorporare elementi che ricordavano l'atmosfera dei college nel football professionistico. Tra le innovazioni che introdusse, vi furono gli spettacoli di metà gare, le bande e un inno. La banda dei Redskins è rimasta una delle sole due ancora presenti per le squadre della NFL. L'inno, "Hail to the Redskins" è uno dei più famosi della NFL. Marshall, assieme a George Halas, suggerì due cambiamenti principali che aprirono il gioco a punteggi più alti. Il primo fu che il passaggio in avanti potesse essere lanciato da qualsiasi punto dietro la linea di scrimmage, piuttosto che da un minimo di cinque yard come prevedeva la precedente regola. Un altro fu di spostare i pali per la trasformazione dei field goal dalla fine del campo all'inizio della end zone, dove erano (e sono) poste nel football canadese, per incoraggiare i tentativi di tiri da tre punti. Queste novità rimasero in uso nella NFL per quasi quattro decenni, fino a che, a metà degli anni settanta, i pali furono riportati nella loro posizione originale, per diminuire l'influenza degli specialisti dei calci nelle partite. Dopo avere ottenuto la squadra nel 1932, Marshall insistette anche per standardizzare il calendario, così che ogni squadra disputasse lo stesso numero di incontri, che le squadre fossero divise in division con le vincenti che si sarebbero in finale di campionato e che gli introiti delle vendite dei biglietti allo stadio fossero divise di 60 e 40 tra padroni di casa e ospiti.
Marshall fece molte cose per accattivarsi le simpatie dei cittadini di Washington. Nel corso della stagione 1937, affittò un treno e portò 10.000 tifosi a New York per vedere la squadra affrontare i Giants. Queste azioni diedero i loro frutti e, anche ai giorni nostri, quelli dei Redskins sono ritenuti tra i tifosi più fedeli della lega e alcuni tra i più propensi a seguire la squadra in trasferta.
Negli anni cinquanta, Marshall fu il primo proprietario della NFL ad abbracciare il nuovo media della televisione. Fu il primo a fare trasmettere le gare della propria squadre e a costruire un grande network televiso per mostrare le gare di Redskins negli Stati del sud. Marshall era un accentratore nell'ambito del controllo della società. Per la maggior parte della sua permanenza, microgestì le squadre. L'unica notevole eccezione fu durante l'epoca Flaherty, la prima di successo della storia del club.

### Razzismo
Marshall salì agli onore della cronaca anche per il suo fermissimo rifiuto ad avere giocatori afroamericani nella sua squadra. Secondo il professor Charles Ross, "Per 24 anni, Marshall fu identificato come il principale razzista della NFL". Anche se la lega aveva avuto in precedenza un certo numero di giocatori di colore, questi furono banditi dalle squadre della NFL nel 1933. Mentre il resto della lega iniziò a rifirmare giocatori neri nel 1946 e a scegliere nel draft nel 1949, Marshall fino al 1962 si oppose a firmarne uno. Assieme alle sue particolari credenze, Marshall rifiutava di prendere con la squadra giocatori afroamericani per il suo desiderio di rimanere appetibile al pubblico del sud, che mancava di una squadra nella NFL fino a che i Dallas Cowboys entrarono nella lega nel 1960. La sua refrattarietà fu spesso oggetto di scherno da parte dell'editorialista del Washington Post Shirley Povich, che sarcasticamente utilizzava termini del Movimento per i diritti civili per descrivere le partite: per esempio, una volta scrisse che Jim Brown si era "integrato" nella end zone, rendendo il punteggio "separato ma diverso".
Alla fine, nel 1962, il Segretario degli Interni Stewart Udall e il Procuratore Generale Robert F. Kennedy posero un ultimatum: a meno che Marshall non avesse firmato un giocatore di colore, il governo avrebbe revocato l'affitto trentennale dei Redskins del D.C. Stadium (ora Robert F. Kennedy Memorial Stadium), che era stato pagato con soldi governativi ed era posseduto dalla città di Washington (la quale, allora come oggi, è parte formale del governo federale). La risposta di Marshall fu di scegliere come primo assoluto Ernie Davis, running back All-American della Syracuse University, nel Draft NFL 1962. Davis, tuttavia, chiese di essere scambiato, affermando, "non giocherò per quel F.D.P." Il suo desiderio fu realizzato, venendo ceduto ai Cleveland Browns per l'All-Pro Bobby Mitchell. Questi fu il primo afroamericano a giocare per i Redskins, rimanendovi per parecchi anni, inizialmente come running back, ma con impatto maggiore come wide receiver. Mitchell fu inserito nella Pro Football Hall of Fame nel 1983.